# Scener ur framtidens liv
Scener ur framtidens liv (franska: Scènes de la vie future) är en reseskildring från 1930 av den franske författaren Georges Duhamel. Den skildrar Duhamels resa i Förenta staterna i slutet av 1929 och kritiserar vad författaren beskriver som "den industriella civilisationens excesser". Boken fick mycket stor spridning och hade inflytande på flera franska författare under mellankrigstiden. Den gavs ut på svenska 1931 i översättning av Gunnar Löwegren.

## Innehåll
Georges Duhamel anländer till Förenta staterna via New Orleans. Han reser längs Mississippifloden och gör sedan längre uppehåll i Chicago och New York. Författarens värdar guidar honom genom landets snabbt växande industrier, arkitektoniska bedrifter, transportmedel samt kultur- och idrottsliv. Duhamel erkänner landets dynamik och tekniska landvinningar, men förfasas över det amerikanska konsumtionssamhället, som han anser saknar själ och lockelse. Han menar att den amerikanska civilisationens grundpelare enbart består av pengar, effektivisering, massproduktion, reklam och puritansk moral (resan gjordes under förbudstiden). Duhamel beskriver med ironisk ton i korta kapitel, som vardera fokuserar på varsitt fält, ett samhälle där maskiner och jakten på profit har satts framför människan, och som han låter förana även kommer att råda i Europa inom en snar framtid.

## Mottagande
Boken blev en överväldigande försäljningsframgång och i augusti 1930 gav Mercure de France ut den 150:e upplagan. Därtill fick Duhamel ett specialpris från Franska akademien för boken i juni 1930.
Boken uppfattades av många franska kritiker som ett uttryck för antiamerikanism, vilket fick Duhamel att återvände till ämnet i förordet till sin bok Géographie cordiale de l'Europe från 1931. Där preciserade han sin oro och sitt avståndstagande från amerikaniseringen av Frankrike, och menade att de positiva sidorna av Förenta staterna inte får överskugga de avgörande defekter som landet också bär på. Duhamel menade att han i Scener ur framtidens liv medvetet hade valt att fokusera på just problemen, i synnerhet vad han menar är excesser i rationalism, standardisering och mekanisering. Under mellankrigstiden användes boken på båda sidor av Atlanten i vad Duhamel själv kallade "la querelle du Machinisme" ("mekaniseringsfejden") och fungerade som ett slags handbok eller grundkurs i den intellektuella antiamerikanismens positioner.

## Eftermäle
Serieskaparen Hergé använde boken när han skildrade det amerikanska livet i seriealbumet Tintin i Amerika från 1932, i synnerhet i skildringen av Chicago och stadens slakthus. Författaren Louis-Ferdinand Céline läste Scener ur framtidens liv, vilket blev en viktig inspirationskälla för det amerikanska avsnittet i hans genombrottsroman Resa till nattens ände från 1932. I vissa fall hämtade Céline inspiration direkt ur Duhamels skrift och i andra antog han en motsatt ståndpunkt. Två exempel på direkt inflytande i Resa till nattens ände är beskrivningen av amerikanska kvinnors ben och skildringen från en offentlig toalett i närheten av Brooklynbron.